# 弥世継
『弥世継』（いやよつぎ）は、日本の高倉天皇・安徳天皇の2代の天皇の治世を扱った歴史物語（歴史書）であり、鎌倉時代初期に藤原隆信が書いたとされる。現存していない。
現在、「四鏡」と呼ばれている『水鏡』・『大鏡』・『今鏡』・『増鏡』（扱った時代順に配列）の中で、『今鏡』と『増鏡』の間に空白の年代があり、それが高倉・安徳両天皇の時代に合致する。この両天皇の時代を扱った「鏡物」と言われる歴史物語に該当したのが『弥世継』である（世継とは『大鏡』の異名であり、また『今鏡』も『続世継』という異名を持っている）。また、『今鏡』の著者と考えられている寂超は隆信の実父にあたる。
南北朝時代前期（14世紀中頃）に書かれたことがほぼ確実とされている『増鏡』の冒頭にも『増鏡』が『弥世継』の続きであることが明言されており、この時代には『弥世継』が存在していたことになる。また、江戸時代前期の国学者多田義俊が「十語五草」と呼んだ婦人の教養書一覧の中に「四鏡」や『枕草子』・『徒然草』とともに『弥世継』も挙げられていたことから、多田義俊が『弥世継』を読んでいた可能性もある。
だが、扱っていた時代が短く、かつ『平家物語』などの同時期を扱った物語などが多く存在したことやその後の戦乱の影響もあったためか、今日では現存しておらず「幻の歴史物語」となってしまった。